# Пистоя
Писто́я (иногда встречается Писто́йя, итал. Pistoia) — город, административный центр одноимённой провинции в итальянской области (регионе) Тоскана. Население — 90 118 чел. (по данным переписи населения от 31 марта 2018 года).
Этот древнеримский и средневековый город (первое упоминание о котором датируется II веком до н. э. и принадлежит Плавту) был основан во времена римской эпохи на территории, где до этого располагалось этрусское поселение. Изначально эта укрепленная цитадель находилась на Кассиевой дороге (Via Cassia), соединяющей Рим с Луккой и Флоренцией, и была предназначена для снабжения провизией римской милиции. Вероятнее всего, именно благодаря этому факту город получил свое имя Пистория (Pistoria, Pistoriae, Pistorium), от латинского слова pistoria, которое означает печь для выпечки хлеба.
Однако не исключается возможность, что название имеет ещё более глубокие, этрусские корни «Pist» и «Oros», что означает «Дверь» и «Гора», а по причине созвучности, названию было ошибочно приписано латинское происхождение, от pistoria (печь для выпечки хлеба), pistŏr (пекарь), во времена Римской Империи.
Более позднюю версию появления города предложил Джованни Виллани (нотариус, магистрат и флорентийский историк, ярый приверженец гвельфов и ожесточенный противник гибеллинской Пистои), связав злую легенду о возникновении города с фактом поражения Катилины (Заговор Катилины) в 62 году до н. э.: «немногочисленные выжившие обосновались здесь в жалких условиях залечивать свои раны, а затем основали город и окрестили его Пистоя» (происходит от pestilenza /арх. pistolenza o pistolenzia — эпидемия чумы или других инфекционных заболеваний, мор, смрад), тем самым дав начало мрачной репутации города, которую использовал даже Данте в своей «Божественной комедии», высказавшись о Пистое как о «достойном логове» для такого злодея как Ванни Фуччи.
Покровителем города считается святой апостол Иаков Зеведеев (San Jacopo). Праздник города 25 июля — Festa di San Jacopo.

## История
На месте города сначала было этрусское поселение, ставшее в IV в. до н. э. римской колонией.
5 января 62 года до н. э. армия заговорщика Катилины была разбита правительственными войсками Кв. Метелла и консула Антония, а он сам пал в битве.
Расцвета средневековый городок достиг, будучи резиденцией короля лангобардов: городу были дарованы привилегии, доходы от торговли приносили значительные прибыли, стало развиваться искусство, здесь даже чеканили собственную золотую монету. В конце VII века был построен первый круг городских стен, фрагменты которых существуют до сих пор рядом с пьяцца Дуомо. В начале XII века Пистоя была крупнейшим художественным центром Тосканы. В 1117 г. Пистоя стала свободным городом, в 1144 г. было возведено второе кольцо городских стен.
В 1254 г. гибеллинская Пистоя была взята гвельфской Флоренцией в первый раз, в XIV веке на короткий период её захватил Каструччо Кастракани, в 1401 году Пистоя окончательно была присоединена к флорентийским землям.

## Экономика
Питомники растений
Пистоя является центром садоводства, город славится своими питомниками растений, которые специализируются на производстве декоративных растений для наружного применения, для общественных и частных зелёных зон. Питомники Пистои представляют собой важнейшую экономическую деятельность в городе. Большая часть продаж приходится на экспорт в Европу, хотя запросы поступают и из самой Италии, а также из стран за пределами Европы. Питомники Пистои составляют около 25 % всего производства декоративных растений в Италии.
Машиностроение
Компания Hitachi Rail SpA (ранее Hitachi Rail Italy) группы Hitachi специализируется на строительстве подвижного состава. Компания возникла в результате эволюции AnsaldoBreda, самого важного итальянского производителя в железнодорожном секторе, история которого уходит более чем на 100 лет назад. Hitachi Rail SpA предлагает очень широкий спектр продуктов: региональные двухэтажные поезда, высокоскоростные поезда, поезда для метрополитена без водителя (в данной области она является мировым лидером и занимает около 30 % мирового рынка).

## Культура и развлечения
Каждое лето в начале июля, начиная с 1980 года, в Пистое проводится блюзовый музыкальный фестиваль «Пистоя блюз» (Pistoia Blues Festival), концерты которого проходят в вечернее время на площади Пьяцца дель Дуомо (Piazza del Duomo). В остальных частях города проводятся различные развлекательные мероприятия, стоят навесы со всевозможными изделиями ремесленников и киоски с уличной едой.
Другое важное событие в культурной жизни города — Медвежий турнир (ит.).
Этот рыцарский турнир был задуман как дань уважения Святому Иакову и проводится 25 июля, когда празднуется день покровителя города Святого Иакова. Наградой в таких соревнованиях изначально был отрез драгоценной, богато украшенной ткани, так называемый «палио» (palio), откуда и пошло название подобных мероприятий (Palio di Pistoia), что дословно означает «соревнование между районами города или территориальными образованиями». «Палио» Пистои или «Медвежий турнир» проводится между 4 историческими районами города, рионами (Rione), у которых есть свои отличительные цвета и знаки. Целью (мишенью для попадания) в турнире выступает, так называемый, «медведь» (возможно в прошлом ею и был настоящий медведь). К тому же медведь является геральдической эмблемой Пистои, поэтому «Палио Святого Иакова» в 1947 года получил официальное название «Медвежий турнир».
Праздник Святого Варфоломея (Сан-Бартоломео) — 24 августа.
Пистоя является единственным тосканским городом, который отводит особое место культу апостола Варфоломея (Бартоломео) как покровителя и защитника детей. Издревле этот праздник очень любят жители Пистои, и каждый год они заполняют церковь Сан-Бартоломео для того, чтобы принять участие в религиозных службах и обряде помазания для получения благословения. Площадь перед церковью, также названная в честь святого, и близлежащие улочки заполняются множеством киосков со сладостями и игрушками, для детей предлагаются различные развлечения и игры.
В 2017 году Пистоя была выбрана итальянской культурной столицей (Capitale italiana della cultura).
Зоопарк
Зоологический парк Пистои, который был основан в 1970 году Раффаэлло Галардини (Raffaello Galardini), располагается на 7 гектарах земли и постоянно расширяется. Благодаря своим размерам и проводимой просветительской деятельности по сохранению исчезающих видов животных, парк представляет собой одну из основных зоологических структур подобного рода в Италии. В нём обитает более 400 видов животных, включая млекопитающих, рептилий, птиц, амфибий и беспозвоночных, в том числе лемуров с Мадагаскара, львов, тигров, волков, индийских слонов, жирафов и бурых медведей.
Зоопарк является одним из основателей UIZA (Итальянский союз зоопарков и аквариумов) и членом EAZA (Европейская ассоциация зоопарков и аквариумов). Он участвует в международных программах, направленных на сохранение исчезающих видов животных и координируемых EAZA. Помимо этого он осуществляет исследовательские проекты в сотрудничестве с некоторыми итальянскими университетами, образовательные программы, направленные на сохранение местообитания происхождения видов, присутствующих в зоологических садах, а также занимается оказанием поддержки общинам, проживающим в неблагоприятных районах.
Библиотека Сан-Джорджо (Biblioteca San Giorgio)
Эта библиотека является одной из крупнейших публичных библиотек в Тоскане. Она была открыта 23 апреля 2007 года в присутствии лауреата Нобелевской премии по литературе Дарио Фо. Фонд библиотеки насчитывает более 160 000 единиц хранения, включающих книги, периодические издания и мультимедийные материалы.
По мнению некоторых, именно в Пистое, где процветали оружейные мастерские, в середине 16-го века появились первые пистолеты. А сам термин «пистолет» произошел от названия города. Но различные исследования и официальная этимология слова «пистолет» базируются на несколько иных данных.

## Достопримечательности
Torre di Catilina

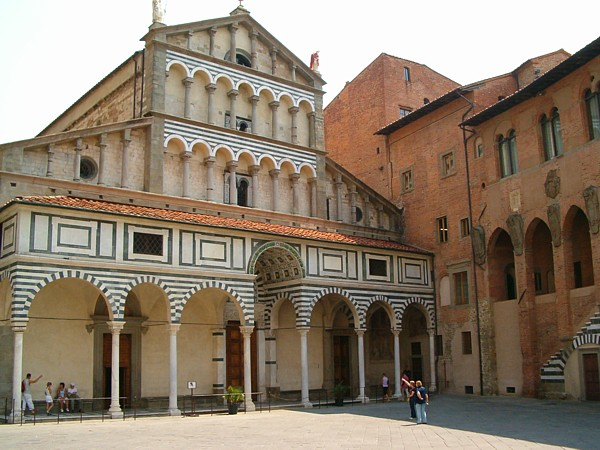
Собор Сан-Дзено

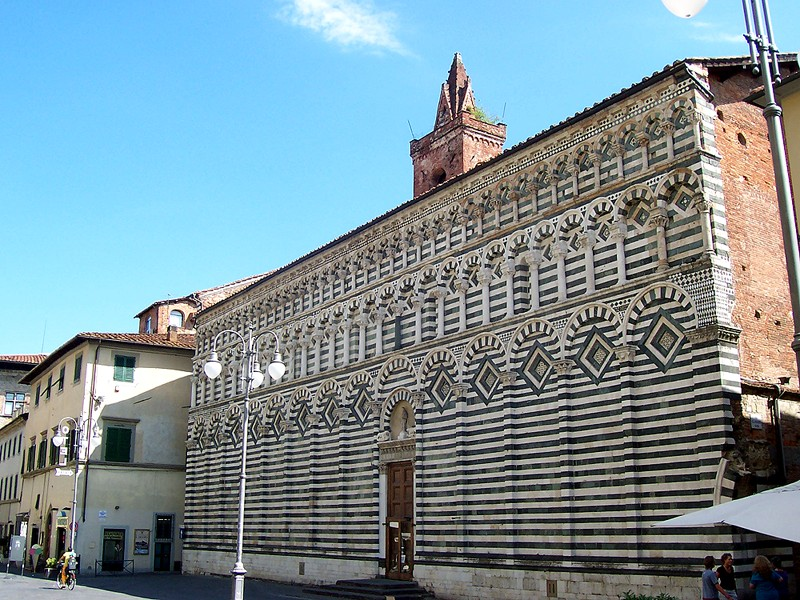
Церковь Св. Иоанна «за пределами города»

Единственная башня, уцелевшая от первого кольца стен, возведённого в VII веке. Городская легенда гласит, что на этом месте в 62 г. до н. э. в битве при Пистории погиб римский патриций, глава знаменитого заговора, Катилина.
Piazza del Duomo
На этом месте была главная площадь этрусского поселения, подтверждением чему служат найденные при раскопках этрусские саркофаги. Сейчас на соборную площадь выходят фасадами несколько больших и значимых дворцов, но её главное украшение — баптистерий и кафедральный собор Сан-Дзено (La cattedrale di San Zeno).
Battistero di San Giovanni in Corte
Восьмиугольный Баптистерий построил на развалинах церкви мастер Челлино ди Незе (по проекту Никколо Пизано) в XIV веке. Фасад сделан из бело-зелёного мрамора. Над входом — полукруглый портал со скульптурными изображениями Мадонны с младенцем, Святого Иакова (Saint Jacopo) и Святого Петра. Портал украшен снизу каменной каймой со сценами из жизни святых, сверху — треугольным фронтоном с розеткой и резьбой.
Купол Баптистерия изнутри поражает величием замысла. Купель изготовлена в 1226 г. Ланфранко да Комо (Lanfranco da Como) и, как и золочёный деревянный алтарь XVI века, была перенесена сюда из церкви Madonna dell’Umilta, чей огромный купол высится над городом (по другой версии, купель была перенесена из старой церкви Santa Maria, стоявшей на этом самом месте). Статуя Иоанна Крестителя выполнена мастером Андреа Вакка (Andrea Vacca) из каррарского мрамора в 1724 г.
Кампанила
Напротив Баптистерия — кафедральный собор с кампанилой. Башня построена в романском стиле в XII веке на месте более старой ломбардской башни и достигает 67 метров в высоту. Верхняя часть колокольни выдержана в стиле этой части площади: арочные галерейки с колоннами, отделка бело-зелёным мрамором. Колокола выполняли не только роль часов, отбивая точное время, но и предупреждали горожан об опасности. Поднявшись по 200 ступенькам, можно увидеть город с высоты птичьего полёта.
Fortezza Santa-Barbara
Окруженная парком крепость Санта-Барбара расположена в юго-восточной части города. Она построена в XVI веке на месте средневековой крепости по распоряжению Козимо I Медичи и в разное время, помимо прямого назначения, использовалась как барак, военная тюрьма и плац.
Chiesa di San Giovanni Fuorcivitas
Старая церковь (XII—XIV вв.), название которой буквально переводится как «Св. Иоанна за пределами города», выстроена из красного кирпича. С одной стороны стена церкви полностью облицована бело-зелёным мрамором и украшена аркадами. Над входом расположен романский рельеф с изображением Тайной вечери работы мастера Груамонте (Gruamonte). В полумраке видны полихромное деревянное распятие XII века, фрески XIV века, терракотовое «Испытание» 1445 г. работы Луки делла Робиа. Очень красивы чаша для святой воды с высеченными в мраморе фигурами Добродетелей, выполненная Джованни Пизано, и кафедра, украшенная рельефными сценами из Нового Завета, — работа пизанского скульптора Гульельмо Аньелли (fra‘ Gugielmo da Pisa, 1270 г.).
Близ города расположен упразднённый францисканский монастырь XV века Джаккерино, выставленный в 2015 году на продажу.

## Демография
Динамика населения:

## Города-побратимы Пистои
- Циттау, Германия 1971
- Сиракава, Япония 1994
- По, Франция 1975
- Палермо, Италия 2001

## Известные уроженцы и жители
- А. Дж. Фронзони (1923—2002), более известный как A G Fronzoni — дизайнер, педагог
- Мауро Болоньини (1922—2001) — кинорежиссёр, один из классиков итальянского кино.
- Томмазо Герарди дель Теста (1814—1881) — итальянский писатель, поэт, драматург.
- Петракки, Франко (род. 1937) — итальянский контрабасист, дирижёр, музыкальный педагог.
- Силуан (Ливи) (род. 1947) — епископ греческой старостильной юрисдикции «Синод противостоящих»
- Марино Марини (27.02.1901 — 06.08.1980) — итальянский художник, скульптор, гравёр.
- На вилле близ города провёл последние дни жизни итальянский историк, филолог, палеонтолог и архивариус Франческо Бонаини (ум. 1874)[6].
- Чино да Пистоя (Cino da Pistoia) или Гуиттончино ди сер Франческо деи Сиджибулди (Пистоя, 1270 — Пистоя, 1336/1337) — поэт, юрист.